# Mahnung (Schweiz)
Eine Mahnung, auch als Zahlungserinnerung bezeichnet, ist die bestimmte und eindeutige Aufforderung des Gläubigers an den Schuldner, die geschuldete Leistung zu erbringen.
Ist eine Verbindlichkeit fällig, so wird der Schuldner durch Mahnung des Gläubigers in Verzug gesetzt. Wurde für die Erfüllung ein bestimmter Verfalltag verabredet, oder ergibt sich ein solcher infolge einer vorbehaltenen und gehörig vorgenommenen Kündigung, so kommt der Schuldner schon mit Ablauf dieses Tages in Verzug (Art. 102 OR).
Der Zahlungsbefehl im Schuldbetreibungs- und Konkursrecht ist aus materiellrechtlicher Sicht als Mahnung zu betrachten.
Eine Mahnung ist für die Einleitung einer Betreibung nicht notwendig.